# 264 f.Kr.
| 264 f.Kr.          |
| ------------------ |
| Dødsfald - Fødsler |

## Begivenheder
- Den første puniske krig mellem Rom og Kartago begynder.

## Dødsfald
- Zenon fra Kition, græsk filosof, grundlægger af Stoicismen.